# Linia kolejowa nr 727
Linia kolejowa nr 727 – pierwszorzędna, jednotorowa, niezelektryfikowana linia kolejowa łącząca stację Tczew z posterunkiem odgałęźnym Malinowo.
Linia została w całości ujęta w kompleksowej sieci transportowej TEN-T.

## Ruch pociągów
Ruch pociągów pasażerskich odbywa się na całej linii. Pociągi te kierowane są w kierunku Chojnic także linią kolejową Tczew R71 – Zajączkowo Tczewskie ZTB. Przewoźnikami kolejowymi są PKP Intercity oraz Polregio.
| Linia                | Przewoźnik          | Trasa                                                                                                  |
| Pociągi podmiejskie  |                     | |
| R                    | Polregio            | Hel – Gdynia Główna – Gdańsk Główny – Tczew – Starogard Gdański – Chojnice                             |
| Pociągi dalekobieżne |                     | |
| Bory Tucholskie      | PKP Intercity (TLK) | Gdynia Główna – Gdańsk Główny – Tczew – Starogard Gdański – Chojnice – Piła Główna – Kostrzyn nad Odrą |